# Planet of the Apes: The Fall
Planet of the Apes: The Fall é um romance de William Thomas Quick, que serve como uma prequela do filme Planet of the Apes (2001), "re-inventado" por Tim Burton. O romanceColony prosseguiu a sua história. Ambos os livros contam a história de Semos, o salvador adorado pelos macacos do filme de Burton.

## Enredo
Enquanto a tripulação da estação espacial Oberon procura o desaparecido capitão Leo Davidson, uma tempestade de dilatação do tempo empurra a estação para dentro seu coração, forçando Oberon a aterrissar em um planeta alienígena.
Com a maioria dos tripulantes mortos, os sobreviventes se empenham em um controverso programa de engenharia genética para os diversos macacos que sobreviveram ao acidente, a fim de torná-los uma força de trabalho forte, subserviente e inteligente para ajudá-los a criar uma nova colônia.
No entanto, abaixo da superfície do mundo, existe uma nova ameaça. Agora, os sobreviventes devem transformar os primatas geneticamente melhorados em um Exército para ajudar a defendê-los, antes que seus reduzidos recursos tecnológicos estejam esgotados.